# Tiroloscia corsica
Tiroloscia corsica är en kräftdjursart som först beskrevs av Dollfus 1888A.  Tiroloscia corsica ingår i släktet Tiroloscia och familjen Philosciidae.

## Underarter
Arten delas in i följande underarter:
- T. c. corsica
- T. c. giustii